# NGC 2630
NGC 2630 is een niet of niet meer bestaand object in het sterrenbeeld Grote Beer. Het hemelobject werd op 30 juli 1883 ontdekt door de Duitse astronoom Ernst Wilhelm Leberecht Tempel, maar is sindsdien niet meer waargenomen.